# Dorcopsis luctuosa
Espèce
Statut de conservation UICN

 VU A4cd : Vulnérable
Répartition géographique
Le  wallaby forestier gris ou dorcopsis gris (Dorcopsis luctuosa) est une espèce de marsupiaux de la famille des Macropodidae. Il est endémique en Indonésie et en Papouasie-Nouvelle-Guinée.

## Menaces
Il est menacé par la chasse et par la déforestation de son habitat.